# Witiges
Witiges také Vitiges (? – 542) byl v letech 536–540 ostrogótský král. Původně byl pouze královským strážcem a vojákem, tudíž nepocházel z amalské dynastie, ale pro své vojenské zkušenosti byl po útěku krále Theodahada z Říma na podzim roku 536 zvolen ostrogótským králem. Po dosazení na trůn, aby posílil zákonitost svého postavení, se oženil s princeznou Matasunthou, dcerou královny Amalaswinthy a vnučkou Theodoricha Velikého.

## Život a působení
Ještě než se stal králem, vedl vojska v několika bitvách. V roce 530 v bitvě u Sirmia (nedaleko dnešní Sremské Mitrovice v Srbsku) porazil vojsko Gepidů.
Po svržení a vraždě Theodahada se vrátil do Říma a vydal zde prohlášení, že nastupuje na trůn a vláda dynastie Amalů končí. Nadále měli být ostrogótští králové opět voleni svobodně, tak jako kdysi v Pannonii. Vyhlásil, že chce opustit Řím, stáhnout se do Ravenny, zde vybudovat silnou armádu, ukončit válku s Franky a vrhnout všechny své síly proti východořímské říši a jejímu císaři Justiniánovi I. V následujících letech vedl svůj lid v neúspěšném posledním pokusu v bojích proti východořímskému vojevůdci Flaviovi Belisariovi. Jeho obranná i útočná strategie byla zpočátku úspěšná, ale v době jeho nepřítomnosti se papež Silverius v Římě přiklonil na stranu Belaria a tak byl Witiges v nevýhodě a jeho strategie byla stále méně úspěšná.
V březnu 537 se vrátil obléhat Řím. Jeho armáda poškozovala akvadukty, aby snižila bojeschopnost protivníka, ale při obléhání Říma a častém pobytu v močálech mnoho jeho lidí onemocnělo malárií, navíc v roce 538 z důvodů dlouhodobých válečných sporů propukl v Ostrogótské říši hladomor. Následně Justinián I. poslal Belisariovi posily a Witiges byl nucen souhlasit s tříměsíčním příměřím, během něhož Belisarius napadl Picenum (na východním pobřeží střední Itálie). V březnu 538 Ostrogótové upustili od obléhání Říma a stáhli se na sever.
Ani v roce 539 a 540 nebyla jeho obranná strategie úspěšná a aby zachránil situaci, souhlasil s odstoupením. Gótští vůdci nabídli trůn Belisariovi, který pod záminkou příjetí nabídky vstoupil do Ravenny, zajal Witigese, jeho ženu Matasunthu, ostrogótské předáky a spolu s Theodorikovým pokladem je odvezl do Konstantinopole. Další osud Witigese není znám. Podle Jordana zemřel v roce 542. Belisarius i přes opakovaný nátlak Ostrogótů na trůn nenastoupil a proto se vlády ujal Ildibad sídlící ve Veroně.